# Легиспруденција
Легиспруденција (лат. Legisprudentia и рус. Легиспруденция) или Законска пракса је теорија права која испитује улогу законодавца у државној управи и законодавном процесу. 